# Куцовендис
Куцовѐндис (на гръцки: Κουτσοβέντης; на турски: Güngör) е село в Кипър, окръг Кирения. Според статистическата служба на Северен Кипър през 2011 г. селото има 124 жители.
Де факто е под контрола на непризнатата Севернокипърска турска република.